# Unité urbaine de Verdun
L'unité urbaine de Verdun est une unité urbaine française centrée sur la commune de Verdun, dans la Meuse, en région Grand Est.

## Données générales
En 2010, selon l'Insee, l'unité urbaine était composée de trois communes.
En 2020, à la suite d'un nouveau zonage, elle est composée des trois mêmes communes.
En 2022, avec 22 801 habitants, elle représente la 1re unité urbaine intra-départementale du département de la Meuse et occupe le 27e rang dans la région Grand Est.
En 2022, sa densité de population s'élève à 428 hab/km2. Par sa superficie, elle ne représente que 0,9 % du territoire départemental mais, par sa population, elle regroupe 12,62 % de la population du département de la Meuse.

## Composition de l'unité urbaine en 2020
Elle est composée des trois communes suivantes :
| Nom                   | Code Insee | Département | Statut       | Superficie (km2) | Population (dernière pop. légale) | Densité (hab./km2) | Modifier                                    |
| --------------------- | ---------- | ----------- | ------------ | ---------------- | --------------------------------- | ------------------ | ------------------------------------------- |
| Verdun (ville-centre) | 55545      | Meuse       | ville-centre | 31,03            | 16 610 (2022)                     | 535                | modifier les données · modifier les données |
| Belleville-sur-Meuse  | 55043      | Meuse       | banlieue     | 10,16            | 3 023 (2022)                      | 298                | modifier les données · modifier les données |
| Thierville-sur-Meuse  | 55505      | Meuse       | banlieue     | 12,09            | 3 168 (2022)                      | 262                | modifier les données · modifier les données |

## Évolution démographique
| 1968   | 1975   | 1982   | 1990   | 1999   | 2010   | 2015   | 2022   |
| ------ | ------ | ------ | ------ | ------ | ------ | ------ | ------ |
| 27 877 | 28 839 | 26 944 | 26 711 | 25 509 | 24 787 | 24 283 | 22 801 |

#### Données générales
- Unité urbaine en France
- Aire d'attraction d'une ville
- Liste des unités urbaines de France

#### Données démographiques en rapport avec l'unité urbaine de Verdun
- Aire d'attraction de Verdun
- Arrondissement de Verdun

#### Données démographiques en rapport avec la Meuse
- Démographie de la Meuse